# Lanzadera a Mamariga
| Apertura             | 3 de septiembre de 2010                            |
| Operada por          | Metro Bilbao                                       |
| Estaciones actuales  | 2                                                  |
| Última ampliación    | 3 de septiembre de 2010 (apertura de la lanzadera) |
| Longitud total       | 400 m                                              |
| Municipios cubiertos | Santurce                                           |

La lanzadera de metro a Mamariga, en Santurce, es una línea de la red del Metro de Bilbao consistente en dos pequeños ferrocarriles especiales subterráneos, similar a un funicular, no previstas en el planteamiento inicial de la línea 2 de metro, que unen el barrio de Mamariga con la estación de Santurtzi en la Línea 2 del Metro de Bilbao. El acceso hizo retrasar la puesta en funcionamiento de la estación de metro de Santurce, y la puesta en marcha de la propia lanzadera también se retrasó durante meses.
La línea cuenta con un túnel excavado entre la plaza Virgen del Mar y la estación de metro de Santurtzi, y se unió a la red del Metro de Bilbao el 3 de septiembre de 2010, tras atrasarse su apertura. Así, la estación de Santurtzi cuenta con un total de tres accesos y dos ascensores. Después de anunciar la puesta en funcionamiento del servicio para el 15 de julio de 2010, se suspendió tras olvidarse el Gobierno vasco de contratar el servicio de mantenimiento del cañón.
El trayecto entre la estación central y la de Mamariga se realiza en una lanzadera sin conductor con capacidad para unas 40 personas. Las dos lanzaderas dispuestas son independientes y podrían realizar el mismo viaje simultáneamente en caso necesario.
En la plaza Virgen del Mar se han instalado un fosterito (estructura acristada de entrada al metro) y un ascensor con capacidad para 8 personas.
| Procedencia/Destino | <               | Línea | >         | Procedencia/destino |
| ------------------- | --------------- | ----- | --------- | ------------------- |
| Inicio de línea     | Inicio de línea |       | Santurtzi | Santurtzi           |

## Tarifas
Su uso es totalmente gratuito tanto para los usuarios del metro como para los usuarios que utilicen solo este tren para acceder al otro punto de Santurce.

### Controversia sobre su gratuidad
Antes de la apertura surgió cierta controversia sobre si considerar a este acceso como un acceso "normal" a las instalaciones del metro o un acceso que se pudiese utilizar para acceder a Mamariga sin pasar por el metro. Debido a ello y para no crear un agravio comparativo respecto al resto de funiculares, trenes o al acceso al metro mediante el ascensor de Begoña (en Bilbao) se decidió aplicar el mismo criterio que con el acceso a Begoña desde la estación de Casco Viejo. Se trataba de cobrar 1 zona de Metro a los usuarios de la lanzadera que únicamente desplazasen del centro de Santurce al barrio de Mamariga y viceversa, pero no a los usuarios que previa o posteriormente utilizasen la Línea 2 de Metro.
Finalmente, el 17 de mayo de 2005, se aprobó el uso gratuito de la infraestructura creando agravios comparativos que hasta el momento no han creado grandes protestas por otros usuarios que no tienen gratuito este tipo de accesos.

## Horarios y frecuencias
La lanzadera tiene el mismo horario del metro. Así pues, funciona desde las 6 hasta las 23 h de lunes a jueves, y hasta las 2 h la noche del viernes al sábado y vísperas de festivo. Además existe un servicio nocturno ininterrumpido a lo largo de toda la noche del sábado al domingo, y los meses de junio, julio, agosto y septiembre, el servicio nocturno ininterrumpido también funciona la noche de los viernes. Durante la Semana Grande de Bilbao el metro ofrece un servicio ininterrumpido todas las noches.
El intervalo de paso es de 3 minutos, y el recorrido entre estaciones se completa en 2 minutos.

## Accesos
- Plaza Virgen del Mar
- Plaza Virgen del Mar